# ГШ (группа)
ГШ (до 2015 года Glintshake) — российская рок-группа, исполняющая музыку в жанрах гаражного, инди-, психоделического и панк-рока. Образована в 2012 году в Москве и в настоящее время состоит из Екатерины Шилоносовой (вокал, гитара), Евгения Горбунова (гитара), Егора Саргсяна (бас-гитара) и Алексея Евланова (ударные).

## История
Основатели коллектива Екатерина Шилоносова и Евгений Горбунов познакомились в Казани. В 2011 году Екатерина переехала в Москву, где спустя год и была создана группа. Дебютный мини-альбом Freaky Man был записан Екатериной и Евгением вдвоём и выложен в сеть в июне 2012 года. В октябре был представлен клип на заглавный трек «Freaky Man», в главной роли которого снялся художник Александр Кривошапкин. Полный состав Glintshake также был собран в октябре: к группе присоединились бас-гитарист Дмитрий Мидборн и барабанщик Василий Никитин. Каждый из участников уже имел опыт работы в музыкальных проектах: Шилоносова — в MAKE и NV, Горбунов — в NRKTK и Stoned Boys, Мидборн — в Tesla Boy и On-The-Go, Никитин — в Foojitsu.
Первый концерт группы состоялся в Казани 17 ноября 2012 года. В марте 2013 года Glintshake выпустили второй мини-альбом Evil, после чего были приглашены сразу на несколько крупных московских фестивалей: Bosco Fresh Fest, «Пикник „Афиши”» и Faces & Laces. В августе коллектив выступил на разогреве у группы The Smashing Pumpkins на сцене Stadium Live в Москве. Осенью Glintshake покинул Дмитрий Мидборн, и место басиста занял Егор Саргсян из группы «Труд», а в начале следующего года барабанщика Василия Никитина заменил Алексей Евланов из группы The Twiggys.
В мае 2014 года вышел дебютный альбом Eyebones.

Рок-квартет Glintshake начинал с несколько простоватых и быстрых песен в духе раздолбайской альтернативы девяностых — на новом альбоме группа заиграла жёстче и изобретательнее, из-за чего закономерным будет сравнить её с Sonic Youth и My Bloody Valentine. Glintshake обещают устроить «сеанс магии и гипноза», во что благодаря их новым песням очень даже можно поверить. Щадить слушателя нынешние Glintshake не собираются — они звучат шумно, яростно, но вместе с тем очень красиво.— Афиша-Волна
Тогда же, в мае 2014 года, Glintshake выпустили клип на первую с альбома песню «Wiuwiuwiu», который был снят на iPhone и смонтирован за один день, а 10 ноября — мини-альбом Nano Banana, записанный в новой студии подмосковного лейбла Xuman Records. По словам Евгения Горбунова, мини-альбом стал «свободным в плане стиля», благодаря тому что группа начала уходить из-под влияния музыки 90-х. В конце 2014 года для новогоднего спецпроекта «Афиши» Glintshake записали песню «New Year of Hate».

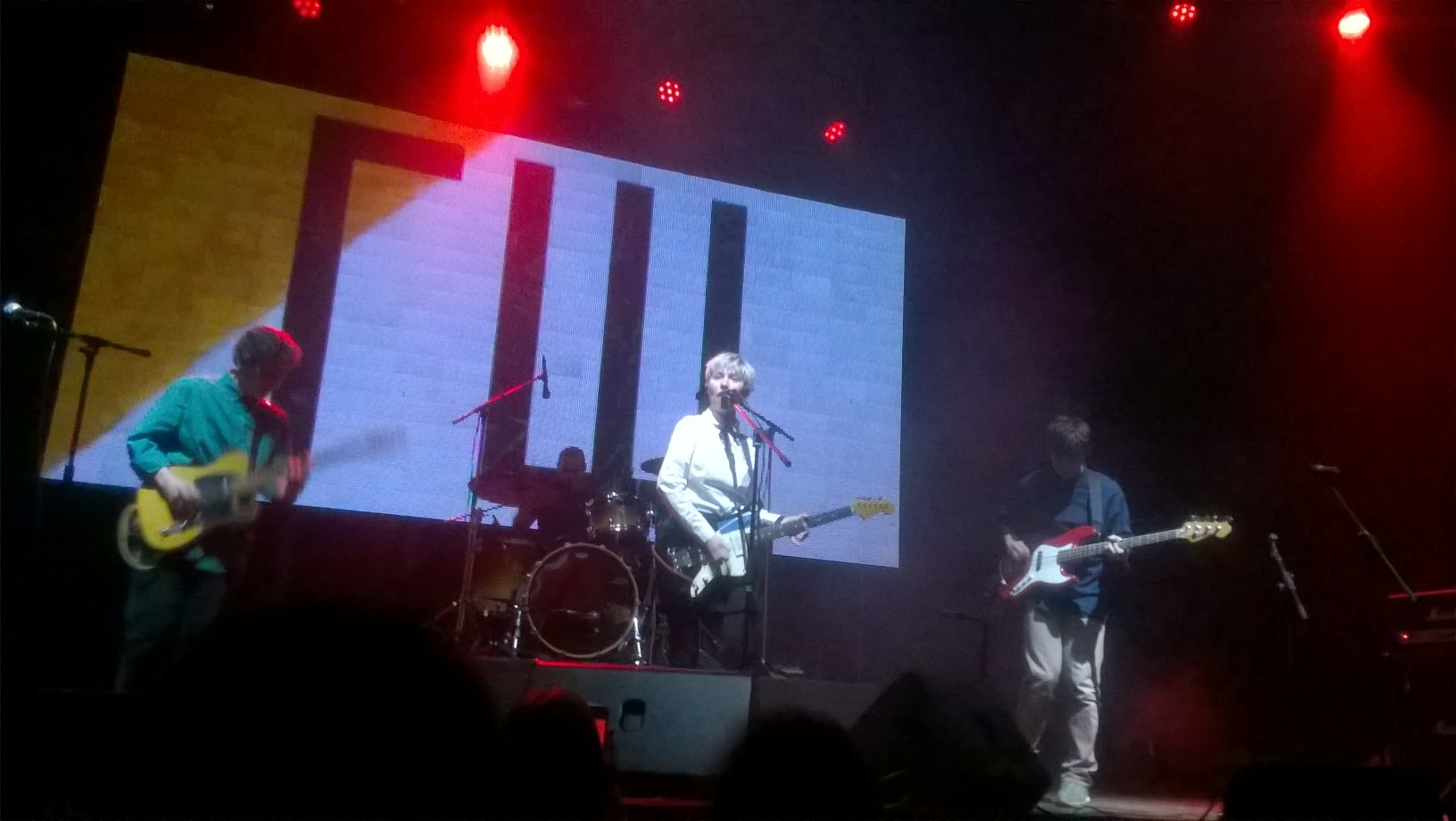
ГШ в 2018 году.

В начале 2015 года группа перезаписала песню «Mu» с мини-альбома Nano Banana, исполнив её на русском языке. По словам Шилоносовой, изначальный английский текст мало пересекается с русским, поскольку песня была не переведена, а написана заново, тем не менее её смысл и общая атмосфера не изменились. Перезаписанная «Му» вместе с «New Year of Hate» вошли в делюкс-версию EP Nano Banana, выпущенную в июне. В сентябре был опубликован клип на песню «Wrong Anthem», созданный иллюстратором Александром Костенко.
Тогда же группа объявила, что «старому доброму „Глинтшейку“ приходит конец и начинается новый и злой». В интервью издательству FURFUR Евгений Горбунов заявил, что группа решила уйти из-под влияния альтернативного рока 1990-х годов, перестать петь на английском и сделать полный поворот в творчестве. «…У нас тут куча всего своего есть: „Звуки Му”, русский авангард». В октябре Glintshake выпускают первую с будущего альбома песню «Без пятнадцати пять» и клип на неё, а в следующем месяце — вторую песню «Тени».
Русскоязычный альбом «ОЭЩ МАГЗИУ» вышел в сентябре 2016 года и получил высокие оценки критиков. Борис Барабанов («Коммерсантъ»), отмечая, что источники влияния для «ГШ» надо искать в среде «лучших московских контркультурщиков 1980-х» («Звуки Му», «Вежливый отказ» и «Центр»), заключил, что переименовавшись, «музыканты сделали все, чтобы массы их просто не заметили», когда у альбома «были радужные перспективы». Саймон Рейнольдс, рецензируя выступление ГШ на Tallinn Music Week, в перечне возможных влияний группы перечислил The Fire Engines, Big Flame и Stump.
25 января 2018 года на музыкальном канале KEXP была опубликована запись выступления группы.

## Состав
| - Екатерина Шилоносова — вокал, гитара (2012 — настоящее время) - Евгений Горбунов — гитара (2012 — настоящее время) - Егор Саргсян — бас-гитара (2013 — настоящее время) - Алексей Евланов — ударные (2014 — настоящее время) | - Дмитрий Мидборн — бас-гитара (2012—2013) - Василий Никитин — ударные (2012—2014) |

## Дискография

### Студийные альбомы
- 2014 — Eyebones
- 2016 — ОЭЩ МАГЗИУ
- 2018 — Польза
- 2020 — Гибкий график

### Мини-альбомы
- 2012 — Freaky Man[29]
- 2013 — Evil[3]
- 2014 — Dive
- 2014 — Nano Banana[18]